# 名門!モウカリマッカー学園 〜西梅田校新聞部〜
『名門！モウカリマッカー学園〜西梅田校新聞部〜』（めいもん！モウカリマッカーがくえん〜にしうめだこうしんぶんぶ〜）は、テレビ大阪にて2019年1月19日（18日深夜）から2020年3月21日（20日深夜）まで毎週土曜日1:40 - 2:10（金曜日深夜、JST）に放送されていたお笑いバラエティ番組。

## 概要
2018年6月まで同局で放送されていた『吉本超合金A』に引き続き、アキナがメインで出演。
『名門!モウカリマッカー学園〜西梅田校新聞部〜』としてスタートしたが、後述のYES THEATERへの収録場所移動後、10月11日放送分からは『名門!モウカリマッカー学園』に改称された。
この番組では、『西梅田校新聞部』を舞台に、メイン出演者のアキナら若手芸人たちが、学生新聞部の部員として繰り広げられいくコント中心の番組である。
なお、番組では、ロケにも繰り出し、お金にまつわる情報を取材するほか、コンテンツ開発を手がけたり、学園のマドンナを生み出すオーディションを開催したりと、新聞部の部員が自ら企画し発信する。その後、メンバーの実家で当時食べていたものを再現し、トークを行う『オカンの芸人育て飯』に統一され、別枠で当コーナーの総集編が放送されたこともある。
番組は開始から2019年8月まではよしもと西梅田劇場で公開収録が行われていたが、よしもと西梅田劇場の閉館に伴い、同年9月以降はYES THEATERに公開収録の場を移した。

## 出演者
出典の付いている記述以外については、外部リンク節掲載の「公式ウェブサイト」に準ずる。

### レギュラー
新聞部
- 秋山賢太（アキナ）- 2年生、新聞部の部長で生徒会長も務める。長所は粘り強い性格で正確な記事を書くこと。目がとても離れているが、倖田來未のモノマネを特技としている。お金儲けになるスクープを探しては記事を書き、新聞部の存続に一役買っている。女子アナ（塚本麻里衣）との結婚を山名からイジられることがある。
- 山名文和（アキナ）- 新聞部員。8人兄弟の長男で貧乏な家庭に育っているため、制服はボロボロの継ぎはぎだらけ、父親のおさがりを着ていて、4畳半の部屋に10人で暮らしており、幼い弟や妹のためにオリジナルゲームを考案し、いつも楽しませてあげている。口癖は「貧乏なんよ」。また通称「ダイヤの原石女」である文子という妹も登場している。7月12日放送の#25では空手同好会の大須賀と肥後（セルライトスパ）同様キス未経験者であることを告白した。
- おいでやす小田 - 新聞部顧問で下の名前は「よしひろ」。レイバンの眼鏡をかけており、嫁を大事にしている。顧問であるにもかかわらず、放送ではいつもいじられている。

### ゲスト
- ゆりやんレトリィバァ - 養護教諭。恋愛経験が豊富で、いつも熊元プロレス（紅しょうが）らの恋愛相談に乗っており、男を落とすテクニックを熟知している。#4ではバレンタインにちなみ、星条旗をモチーフとした水着姿で登場しお気に入りの生徒である新山（さや香）を追いかけ回した。
- アインシュタイン（稲田直樹・河井ゆずる）- 新聞部存続のために連れてこられた秋山、山名と仲の良い同級生。通称はそれぞれ「稲ちゃん」、「ゆずるくん」。イケメン枠で連れてこられた稲田は「僕テレパシー使えるんすよ。というのも10年くらい前にUFOにさらわれまして。」と変な嘘をつく、自称イケメン。一方の河井は本物のイケメンである。
- 霜降り明星（せいや・粗品）- モノマネ同好会所属。同好会のメンバーを増やすため新聞部に取材を申し込んだ学園のモノマネ四天王のうちの2人。せいやは武田鉄矢のモノマネを得意としており、粗品は普段から「スプーン映った小栗旬」のモノマネをしているので四天王の1人にカウントされている。モノマネ1グランプリ（通称M-1）の前回王者。
- 見取り図（盛山晋太郎・リリー）- 見取り図中学出身のヤンキー2人組で通称「みと中のイカした2人組」。第1回で新聞部員となり、第16回では沖縄にもスクープを探しにいっている。盛山は運動神経が良く、ハンドスプリングにたびたび挑戦しているが毎回失敗している。
- 祇園（木﨑太郎・櫻井健一朗）- 木﨑写真集「キザキッス」出版の足がかりにするため、新聞部に入部を希望している生徒。木﨑は「ナルシストことわざ」を得意としており、どんな言葉も木﨑によってかっこよくしてしまう。また数々のイケメンゲームを用意しては、周囲にキザキッスをまき散らしている。そのキャラのせいか秋山や山名ら同級生からぞんざいな扱いを受けることも多々ある。櫻井はそんな木﨑の腐れ縁であり彼を放っておけない。櫻井の父親は国会議員。
- 紅しょうが（熊元プロレス、稲田美紀）- 熊元は毎回登場の際に「お疲れさーん！」や「女子ー！○○やでー！」等のあいさつをかますのが定番。また終盤に秋山・山名ら逃げる新聞部部員にキスを迫り追いかけ回す時もあるが、その際に稲田だけ無視する。稲田美紀は「夜の匂いがする女」。
- 小寺真理 - 学園のマドンナ。愛称は「まりこりん」。#27では多田（トット）の彼女として登場。美人ではあるが多田と交際している理由が、彼がお金持ちであるからといったように歪んだ性格ではある。煽てられるのは弱いらしく、新聞部から「可愛い」「マドンナ」と言われると嬉しがる。しかし、その際に褒めた部員（秋山、山名、稲田）に対して照れながら手持ちのカバンで容赦なく思い切りボコボコに叩き回すというドSで暴力的な一面がある。（その時の当たる音が相当大きく周りの共演者や観客が本気で引いている。受けた本人たちもしばらく呆然と立つ。）
- さや香
- からし蓮根

## 放送リスト[7]

### 2019年
| 回 | 放送日   | タイトル                                 | ゲスト出演者 | 芸人育て飯                        | 備考                                 |
| -- | -------- | ---------------------------------------- | --- | --------------------------------- | ------------------------------------ |
| 1  | 1月18日  | 西梅田高新聞部                           | アインシュタイン、ゆりやんレトリィバァ、霜降り明星、 見取り図、さや香、トット                                   |                                   | 初回10分拡大1:40 - 2:20までの放送。  |
| 2  | 1月25日  | 鬼は〜外                                 | 見取り図、守谷日和                                                                                              |                                   |                                      |
| 3  | 2月1日   | モノマネ同好会                           | 霜降り明星、真べぇ（ダブルアート）、ますみ（天才ピアニスト）                                                    |                                   |                                      |
| 4  | 2月8日   | バレンタイン                             | さや香、熊元プロレス（紅しょうが）、ゆりやんレトリィバァ                                                        |                                   |                                      |
| 5  | 2月15日  | 学園イチのナルシスト                     | 守谷日和、祇園                                                                                                  |                                   |                                      |
| 6  | 2月22日  | ミスフォトジェニック！ひな祭りコンテスト | 爛々、紅しょうが、守谷日和                                                                                      |                                   |                                      |
| 7  | 3月1日   | 部費が盗まれた!?                         | トット、蛙亭 |                                   |                                      |
| 8  | 3月8日   | 学校に不審者?                            | 見取り図、たくろう                                                                                              |                                   |                                      |
| 9  | 3月15日  | 新元号をスクープせよ！                   | 祇園、守谷日和                                                                                                  |                                   |                                      |
| 10 | 3月22日  | 初代部長のハンカチ                       | トット、セルライトスパ、守谷日和                                                                                |                                   |                                      |
| 11 | 3月29日  | 超人スポーツ                             | ツートライブ、ロングコートダディ                                                                                |                                   |                                      |
| 12 | 4月5日   | 花見を宴会芸で盛り上げろ！               | デルマパンゲ、ラニーノーズ                                                                                      |                                   |                                      |
| 13 | 4月12日  | ケンカ番長見参！                         | 見取り図、からし蓮根                                                                                            |                                   |                                      |
| 14 | 4月19日  | 立候補！生徒会長は俺だ                   | トット、ミルクボーイ、守谷日和                                                                                  |                                   |                                      |
| 15 | 4月26日  | ちゃんばらSP                             | トット、ラニーノーズ、ちゃんばらパフォーマンス隊                                                                |                                   |                                      |
| 16 | 5月3日   | 新聞部がついに沖縄上陸！                 | 見取り図、ありんくりん                                                                                          |                                   | 沖縄ロケ 10分拡大スペシャル          |
| 17 | 5月10日  | 学園名物！メガネケンカ祭り               | ヒューマン中村、中村浩士（ヘンダーソン）、守谷日和                                                              | 秋山賢太 （アキナ）               | 芸人育て飯はおかんレシピとして放送。 |
| 18 | 5月17日  | ゲームがしたい                           | 祇園、セルライトスパ、守谷日和                                                                                  |                                   |                                      |
| 19 | 5月24日  | 新作ゲーム                               | ロングコートダディ、からし蓮根、守谷日和                                                                        | 洲崎貴郁 （ラニーノーズ）         |                                      |
| 20 | 6月7日   | 催眠術                                   | トット、守谷日和                                                                                                | 熊元プロレス （紅しょうが）       |                                      |
| 21 | 6月14日  | 恐怖！おもんない病                       | ツートライブ、さや香                                                                                            | 稲田美紀 （紅しょうが）           |                                      |
| 22 | 6月21日  | 偽物現る                                 | ヒガシ逢ウサカ、蛙亭、周平魂（ツートライブ）                                                                    |                                   |                                      |
| 23 | 6月28日  | 夏の恒例キャンプ                         | ダブルアート、ラニーノーズ、守谷日和、 今井将人（ヒガシ逢ウサカ）                                               | 今井将人 （ヒガシ逢ウサカ）       |                                      |
| 24 | 7月5日   | タイムカプセル                           | なにわスワンキーズ、守谷日和                                                                                    |                                   |                                      |
| 25 | 7月12日  | 青春のあやまち キスの誘惑                | セルライトスパ、紅しょうが                                                                                      |                                   |                                      |
| 26 | 7月19日  | ウイルスパニック                         | ミルクボーイ、真べぇ（ダブルアート）                                                                            | 真べぇ （ダブルアート）           |                                      |
| 27 | 7月26日  | 雷                                       | アインシュタイン、多田智佑（トット）、 小寺真理、熊元プロレス（紅しょうが）                                     | こじまラテ （なにわスワンキーズ） |                                      |
| 28 | 8月2日   | グレる時期                               | トット、ダブルアート（タグ、真べぇ）                                                                            | おいでやす小田                    |                                      |
| 29 | 8月9日   | 超能力                                   | 令和喜多みな実、祇園                                                                                            | おいでやす小田                    |                                      |
| 30 | 8月16日  | 恐怖の学校肝試し                         | 稲田直樹（アインシュタイン）、祇園、真べぇ（ダブルアート）、 たかのり（ツートライブ）、ますみ（天才ピアニスト） | ますみ （天才ピアニスト）         |                                      |
| 31 | 8月23日  | ギャグで笑顔を取り戻せ                   | 八木真澄（サバンナ）、しもばやし（ファミリーレストラン）、 なにわスワンキーズ                                   | 八木真澄 （サバンナ）             |                                      |
| 32 | 8月30日  | 転校生 白鳥真理愛                        | 林健（ギャロップ）、たくろう                                                                                    | 八木真澄 （サバンナ）             |                                      |
| 33 | 9月6日   | 小田先生殺人事件                         | 水本健一（Span!）、ツートライブ、マユリカ                                                                       | ウーイェイよしたか （スマイル）   |                                      |
| 34 | 9月13日  | 女キャッチャー物語                       | 守谷日和 | 高見雄登 （ヒガシ逢ウサカ）       |                                      |
| 35 | 9月20日  | エアスイカ大会                           | アインシュタイン                                                                                                | ロッシー （野性爆弾）             |                                      |
| 36 | 9月27日  | エアスイカ大会                           | アインシュタイン、守谷日和                                                                                      |                                   |                                      |
| 37 | 10月4日  | モウカリマッカー学園ネタ祭り             | アインシュタイン、守谷日和、見取り図、紅しょうが、さや香                                                        |                                   |                                      |
| 38 | 10月11日 | 山名が記憶喪失⁉                          | アインシュタイン、蛙亭                                                                                          | 水本健一 （span!）                |                                      |
| 39 | 10月18日 | 青春先輩の㊙ゲーム                       | ロッシー（野性爆弾）、トット、天才ピアニスト                                                                    | ロッシー （野性爆弾）             |                                      |
| 40 | 10月25日 | 赤ちゃんを泣き止ませろ！                 | 守谷日和、見取り図、セルライトスパ                                                                              | ロッシー （野性爆弾）             |                                      |
| 41 | 11月1日  | 野球部への勧誘                           | ちゃらんぽらん冨好、ヒガシ逢ウサカ、プードル                                                                    | 赤木裕 （たくろう）               |                                      |
| 42 | 11月8日  | モノマネ同好会を救え                     | 兼光タカシ（プラス・マイナス）、守谷日和、桑原雅人（トット）、 森田まりこ、真べぇ（ダブルアート）、爆ノ介       | 赤木裕 （たくろう）               |                                      |
| 43 | 11月15日 | 京都3大㊙ミステリーを追え‼               | 見取り図、タナからイケダ                                                                                        |                                   | 40分拡大スペシャル                   |
| 44 | 11月22日 | 見参！中国拳法同好会                     | トット、ラニーノーズ、エンペラー                                                                                |                                   |                                      |
| 45 | 11月29日 | 学園マドンナのブルマが盗まれた‼          | 小寺真理、ビスケットブラザーズ、からし蓮根                                                                      |                                   |                                      |
| 46 | 12月6日  | 笑顔を取り戻せ〜再び〜！                 | 岩橋良昌（プラス・マイナス）、もりやすバンバンビガロ、なにわスワンキーズ                                        |                                   |                                      |
| 47 | 12月13日 | 東京校のヤツら                           | しずる、守谷日和                                                                                                |                                   |                                      |
| 48 | 12月20日 | 泥棒サンタの贈り物⁉                      | 川畑泰史、バイク川崎バイク、トット、守谷日和                                                                    | 兎 （ロングコートダディ）         |                                      |
| 49 | 12月27日 | 受験生応援！お守りプロジェクト           | 守谷日和 |                                   | 深夜1:52から放送                     |

### 2020年
| 回 | 放送日  | タイトル                     | ゲスト出演者                                                                                          | 芸人育て飯                      | 備考                             |
| -- | ------- | ---------------------------- | --- | ------------------------------- | -------------------------------- |
| 50 | 1月10日 | 超魔法術の使い手             | 田崎佑一（藤崎マーケット）、木崎太郎（祇園）、ミルクボーイ                                            |                                 |                                  |
| 51 | 1月17日 | スーパーボーイコンテスト     | 木崎太郎（祇園）、稲田直樹（アインシュタイン）、 たかのり（ツートライブ）、竹内知咲（天才ピアニスト） |                                 |                                  |
| 52 | 1月23日 | サイボーグ現る！             | トキ（藤崎マーケット）、トット、ロングコートダディ、守谷日和                                          | バイク川崎バイク                |                                  |
| 53 | 1月31日 | 停学明けのアイツら           | スリムクラブ、見取り図                                                                                | バイク川崎バイク                |                                  |
| 54 | 2月7日  | Mr.タサックの逆襲            | 田崎佑一（藤崎マーケット）、ミルクボーイ                                                              | 兼光タカシ （プラス・マイナス） |                                  |
| 55 | 2月14日 | バレンタインチョコ争奪戦     | アインシュタイン、祇園 タグ（ダブルアート）、熊元プロレス（紅しょうが）                               | 兼光タカシ （プラス・マイナス） |                                  |
| 56 | 2月21日 | 4年に1度の坊主杯（カップ）   | 天竺鼠、大須賀健剛（セルライトスパ）、守谷日和                                                        | 田淵裕章 （インディアンス）     |                                  |
| 57 | 2月28日 | 場外ホームランには気をつけて | ちゃらんぽらん冨好、ヒガシ逢ウサカ、守谷日和                                                          | 田淵裕章 （インディアンス）     |                                  |
| 58 | 3月6日  | 笑顔を取り戻せ 〜三たび〜    | くまだまさし、なにわスワンキーズ、キャツミ                                                            |                                 |                                  |
| 59 | 3月13日 | 幻の野菜農家                 | 天竺鼠                                                                                                |                                 |                                  |
| 60 | 3月20日 | 激ムズ競技に挑戦!            | 守谷日和                                                                                              |                                 | この放送をもって最終回となった。 |

## エンディング曲
- 『Tryin'Hard』/TANAKA ALICE[8]
- 『走り出せ希望』/つぼみ大革命
- 『今夜はええやん』/吉本坂46